# Gerhard Feyerabend
 Gerhard Feyerabend (ur. 29 kwietnia 1898, zm. 6 listopada 1965) – niemiecki wojskowy, generalleutnant. Poddał się Armii Czerwonej w kotle kurlandzkim, wypuszczony z niewoli w 1947 roku. 

## Odznaczenia
- Krzyż Rycerski Krzyża Żelaznego (1945)
- Złoty Krzyż Niemiecki (1943)